# Ievguenia Startseva
Ievguenia Aleksandrovna Startseva (en russe : Евгения Александровна Старцева) est une joueuse de volley-ball russe née le 12 février 1989 à Tcheliabinsk. Elle mesure 1,85 m et joue au poste de passeuse. Elle totalise 94 sélections en équipe de Russie.

## Clubs
| Club             | De        | À         |
| ---------------- | --------- | --------- |
| Avtodor-Metar    | 2004-2005 | 2009-2010 |
| Dinamo Krasnodar | 2010-2011 | 2011-2012 |
| Dinamo Kazan     | 2012-2013 | …         |

## Palmarès

### Équipe nationale
- Championnat du monde (1)
  - Vainqueur : 2010
- Championnat d'Europe
  - Vainqueur : 2015.
- Grand Prix mondial
  - Finaliste : 2009.

### Clubs
- Championnat du monde des clubs
  - Vainqueur : 2014.
- Ligue des champions
  - Vainqueur : 2014.
- Coupe de la CEV
  - Vainqueur : 2017.
  - Finaliste : 2011.
- Championnat de Russie
  - Vainqueur : 2013, 2014, 2015, 2020.
  - Finaliste : 2017, 2018.
- Coupe de Russie
  - Vainqueur : 2012, 2016, 2017, 2019.
  - Finaliste : 2013, 2015.
- Supercoupe de Russie
  - Vainqueur : 2020.
  - Finaliste : 2017, 2018.

### Distinctions individuelles
- Jeux olympiques d'été de 2012: Meilleure passeuse.